# Sisyrinchium schaffneri
Sisyrinchium schaffneri är en irisväxtart som beskrevs av Sereno Watson. Sisyrinchium schaffneri ingår i släktet gräsliljor, och familjen irisväxter. Inga underarter finns listade i Catalogue of Life.